# Pištec nezdobený
Pištec nezdobený či pištec jihoaustralský (Pachycephala inornata) je australský pták z čeledi pištcovitých. V českých zemích je pták známý zejména tím, že jej profesor Zrzavý použil ve svém článku jako příklad dle něj nesmyslné snahy vytvořit česká pojmenování pro veškeré ptáky či druhy.